# Железнодорожная почта

Открытие в 1830 году ранней Железной дороги Ливерпуль — Манчестер, по которой тогда же была осуществлена первая в мире перевозка железнодорожной почты

Железнодоро́жная по́чта — почтовая служба в поездах (почтовых вагонах), отвечающая за транспортировку и обработку почтовых отправлений по пути следования, а также за осуществление обмена почтой с расположенными по маршруту почтамтами и почтовыми отделениями.

## Описание
Железнодорожная почта — важное средство перевозки почтовой корреспонденции между населёнными пунктами. В истории почты она имела огромное значение в деле ускорения доставки отправлений за счёт быстроты железнодорожного транспорта и сортировки корреспонденции непосредственно в почтовых вагонах.
Другими основными элементами железнодорожной почты, помимо почтовых вагонов, являются железнодорожные почтовые отделения, железнодорожные почтамты, почтовые и почтово-багажные поезда. Для обработки почтовых отправлений, пересылаемых железнодорожной почтой, употребляются особые почтовые штемпели, штампы и ярлыки (наклейки), а для оплаты её услуг могут применяться особые железнодорожные марки.

## История

### Ранний период
Впервые перевозка почты по железной дороге была осуществлена в Великобритании на второй в истории железнодорожной линии по только что открытому маршруту Ливерпуль — Манчестер. Это произошло 15 сентября 1830 года, и известна относящаяся к этому событию франкировочная отметка «Free» («Бесплатно»). Она была написана рукой члена парламента Великобритании Уильяма Хаскиссона. По трагическому стечению обстоятельств, Хаскиссон стал в тот день первым в мире человеком, погибшим под колёсами поезда.
Развитие железнодорожной почты протекало одинаково в различных странах: новый опыт одних перенимался и внедрялся в других. Вначале на поездах перевозили почтовую карету вместе с грузом, помещая её на колёсную платформу, затем стали транспортировать только почтовый груз. Вскоре для быстроты доставки почту решили обрабатывать непосредственно во время движения, оборудовав почтовые отделения в обычных вагонах. Предложение об обработке и сортировке почты в пути выдвинул Фредерик Карстадт (Frederick Karstadt), сын английского почтового служащего. Он же переоборудовал вагон для лошадей в первый сортировочный вагон.

### Почтовые вагоны
В дальнейшем стали использовать специальные почтовые вагоны, которые цеплялись к длинным составам и в которых почта сортировалась почтовыми работниками во время следования по маршруту: в 1838 году — в Англии, в 1841 году в Бельгии, в 1846 году — во Франции, в 1848 году — в Бадене (Гейдельберг, Германия).

Работа почтовых вагонов и железнодорожной почты на почтовых марках мира
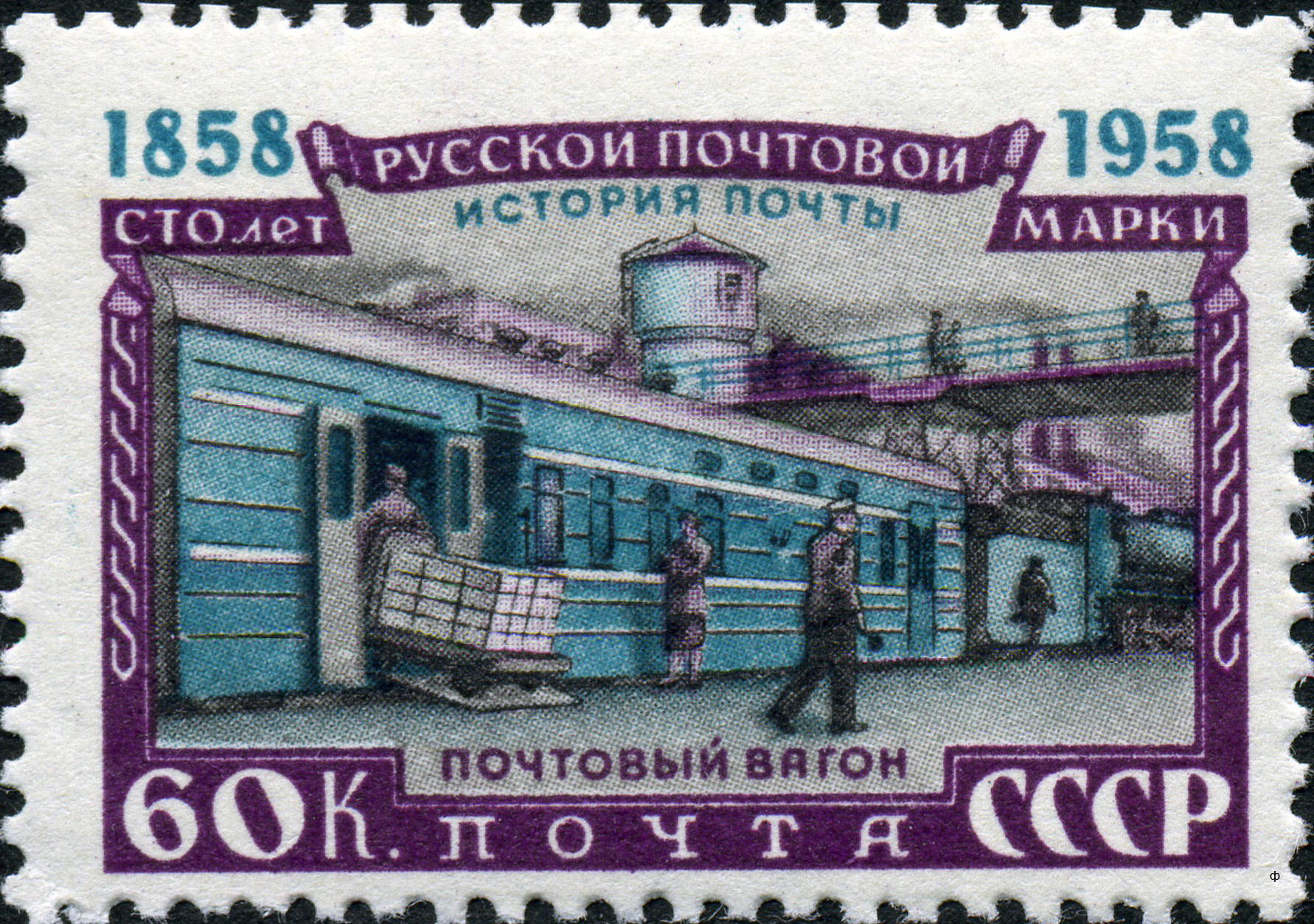
То же, 1950-е. СССР, 1958 (ЦФА [АО «Марка»] № 2211)

### Почтовые (почтово-багажные) поезда
С развитием железнодорожной почты в её практику прочно вошли почтовые поезда. Таковыми были либо железнодорожные составы, полностью сформированные из почтовых вагонов, либо пассажирские поезда, в состав которых присоединялся почтовый вагон.
Впервые почтовый поезд, целиком состоящий из почтовых вагонов, появился в середине XIX века в Англии, на железнодорожной линии Лондон — Абердин. В пути его обслуживание обеспечивали 30 почтовых служащих и только три железнодорожника. Впоследствии появились поезда смешанного использования — для перевозок почтовой корреспонденции и багажа, известные как почтово-багажные поезда.
В случае почтового вагона (вагонов), прицепленного к обычного пассажирскому поезду, такой состав делал остановки для обмена почты на всех станциях своего маршрута. Скорые и курьерские поезда с почтовыми вагонами перевозили почту на дальние расстояния и останавливались только на крупных станциях, чтобы произвести необходимые почтовые операции. Если объёмы почтовых перевозок на отдельных железнодорожных линиях были незначительны, то для почтовых целей могли оборудовать купе в первом от локомотива пассажирском вагоне.
По мере того как сеть железных дорог расширялась и разветвлялась, а число ежедневных поездов увеличивалось, возрастал и объём почты, ежедневно приходившей и отходившей в данной местности.

### Дальнейшее развитие
В XIX веке распространение железных дорог, а также пароходства вызвало коренной переворот в почтовом деле. Комбинированием железнодорожных линий и пароходных линий открылась возможность установления регулярных почтовых сообщений между самыми отдалёнными странами. Первый опыт в этом направлении был сделан в 1835 году состоявшим на английской службе лейтенантом Томасом Вагхорном, организовавшим англо-индийскую почту, которая сочетала перевозку на пароходах и по железной дороге. Железнодорожная почта стала внедряться повсеместно, в том числе в таких удалённых странах, как Египет, Турция и Япония. По образцу Всемирного почтового союза возникла международная уния по перевозке грузов по железным дорогам.
Тем не менее к 1905 году в большинстве стран, несмотря на значительное развитие сети железных дорог, перевес всё ещё приходился на сухопутные и водные пути. Единственными странами, в которых железнодорожные почтовые маршруты, превышали другие почтовые пути, были Бельгия, Испания и Австрия. В отношении учащённости почтовых перевозок по железной дороге на тот момент Германия далеко опередила другие страны: на каждый километр железнодорожного почтового маршрута здесь приходилась годовая работа в 4600 километров, тогда как во Франции, Японии, Люксембурге и Швейцарии — около 3000 км, в Дании — около 2600, в Египте — 2000, в Соединенных Штатах Америки — менее 1700 км.
На протяжении XX века перевозка почты по железной дороге стала во многих странах основным видом транспортировки почтовых грузов. Однако во второй половине XX — в начале XXI века в ряде стран наблюдались сокращение парка почтовых вагонов и даже полная приостановка их эксплуатации.

## Железнодорожная почта по странам

### Великобритания
В 1830 году, после заключения договора между Главным почтовым управлением Великобритании и железной дорогой Ливерпуль — Манчестер, начала осуществляться перевозка почты по железной дороге на линии между Ливерпулем и Манчестером. 4 июля 1837 года состоялся первый полуофициальный рейс британской почты на поезде железной дороги Гранд Джанкшн из Бирмингема в Ливерпуль. 24 января 1838 года на этой же линии стал ходить первый сортировочный вагон Ф. Карстадта, прообраз почтовых вагонов, получивших в Великобритании название «Travelling Post Office» (сокращённо — TPO; «Передвижное почтовое отделение»).
Принятый в 1838 году Закон о железных дорогах и перевозке почты обязал железнодорожные компании перевозить почту обычными или специальными поездами по требованию генерального почтмейстера Великобритании. Однако закон не предусматривал взимание платы за оказание таких услуг.
Почтовая реформа 1840 года, в связи с распространением железных дорог и пароходных линий, довела почтовые сообщения Англии в XIX веке до высшей степени развития.
В конце 1850-х годов для дальнейшего убыстрения почтовой доставки были введены почтовые отделения при железнодорожных станциях (Railway Sub Offices — RSO) в промежуточных пунктах маршрутов. Если раньше почта привозилась на главпочтамт конечного пункта — крупного города — и оттуда обычным ходом рассылалась по назначению, то теперь она сразу поступала в небольшие города и деревни по пути следования поезда, минуя главпочтамт. Имелось по меньшей мере 313 RSO-пунктов в Уэльсе, 435 — в Шотландии, 794 — в Англии и ещё немалое их число в Ирландии, в которых осуществлялся обмен почтой с проходившими мимо поездами. С внедрением автодорожных перевозок система таких отделений была официально упразднена 1 августа 1905 года, но фактически продержалась ещё много лет. Наиболее поздние известные штемпели «RSO» на прошедших почту письмах относятся к 1944 году.
Британское почтовое ведомство имело монополию на перевозку письменной корреспонденции, но 1 февраля 1891 года заключило на этот счёт договор с 75 частными железнодорожными компаниями. Тем самым было положено начало своеобразной спешной почте, поскольку компаниям вменялась срочная пересылка писем, которая частично проходила по железной дороге, принадлежавшей какой-либо компании, — между двумя любыми железнодорожными станциями. Базовый почтовый сбор за эту услугу был 2 пенса, однако компании выпустили для этой цели специальные железнодорожные марки нескольких номиналов.
Для отправки письма поездом частной компании на конверт следовало наклеивать стандартную британскую марку в 1 пенни и дополнительно железнодорожную марку. Если посланию предстояло проделать путь по дорогам не одной компании, на каждом новом участке необходимо было оплачивать ещё два пенса, при этом на конверт доклеивалась соответствующая марка другой компании. В 1922 году эта практика была прекращена, а частные компании слились.
В 1957 году несколько небольших частных железных дорог возобновили оказание этой услуги на территории Великобритании. Однако к тому времени в стране существовала монополия государственной железнодорожной компании British Railways, которая диктовала расценки на почтовые перевозки. Дополнительный железнодорожный сбор на тот момент составлял уже 11 пенсов. В 1974 году было достигнуто новое соглашение, и частные компании — члены Ассоциации независимых дорог (Association of Independent Railways Ltd) — стали пользоваться тарифами, установленными этой ассоциацией. В то же время при передачи писем от малых частных компаний для дальнейшей доставки British Railways необходимо было делать оплату в пользу последней. Наконец, 8 июня 1984 года British Railways прекратила оказывать эту услугу.
К середине 1970-х годов бо́льшая часть всей корреспонденции в Великобритании пересылалась в почтовых вагонах. В декабре 1998 года соглашение между частными компаниями по железнодорожной почте было снова изменено. В настоящее время за каждое железнодорожное письмо взимается 25 пенсов в дополнение к тарифу первого класса, а его вес не должен превышать 100 г.

### Германия
Впервые специальный закон о железнодорожной почте, который регламентировал распределение функций и правовые отношения между почтой и железной дорогой, был принят в 1848 году в Пруссии. К концу XIX века перевозкой почты в Германской империи по железным дорогам заведовали 33 разъездных почтамта (Bahnpostämter). К 1905 году Германия характеризовалась самой высокой в мире учащённостью почтовых перевозок по железной дороге, при годовой работе в 4600 километров на каждый километр железнодорожного почтового маршрута.

### Российская империя

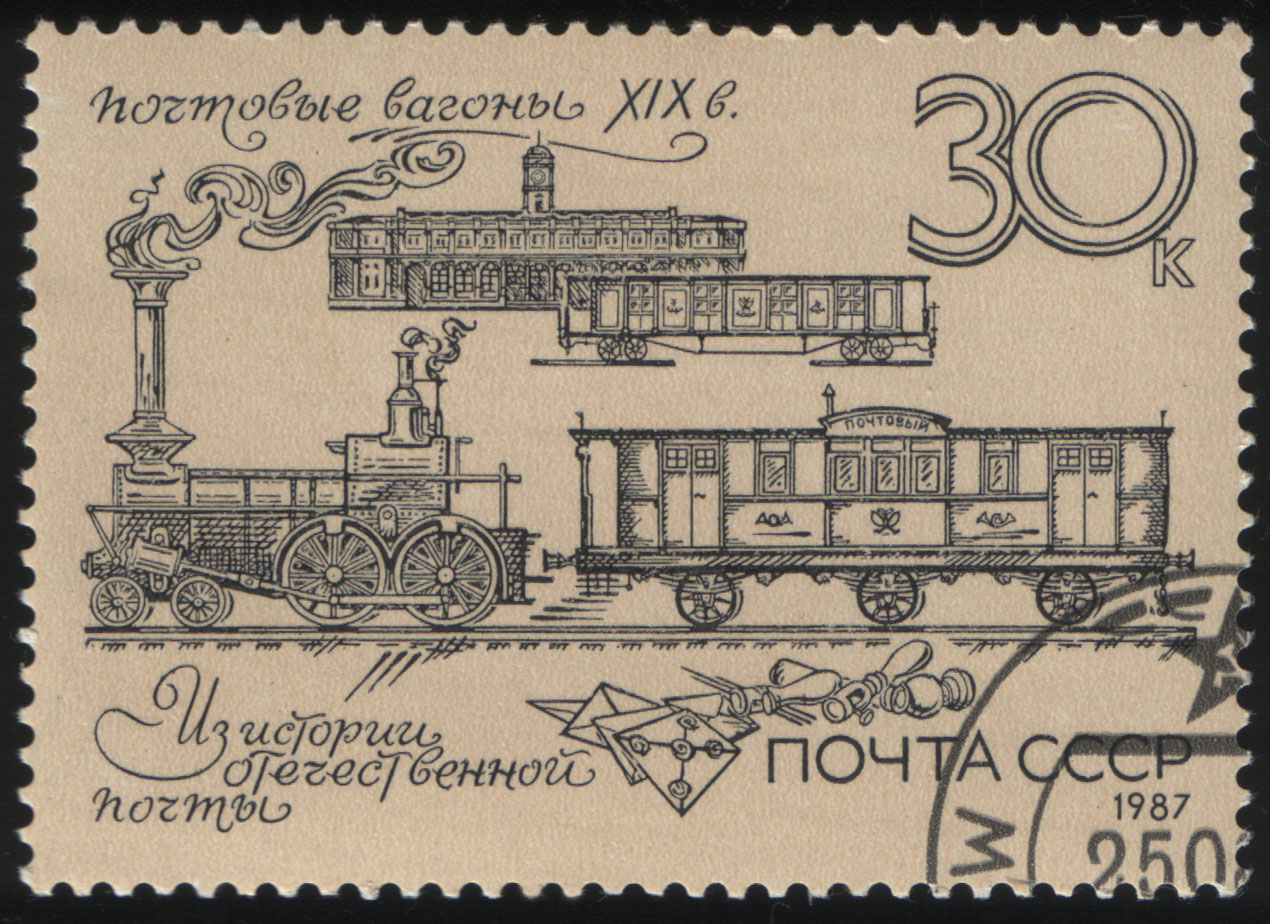
Российские паровоз и почтовые вагоны XIX века на марке СССР 1987 года. Художник Ю. Арцименев

В Российской империи первая железная дорога длиной 24 версты (почти 26 км), между Санкт-Петербургом и Царским Селом, начала функционировать в 1838 году, в царствование Николая I. Опробовав новый вид транспорта, Почтовый департамент стал использовать его для перевозки почты, для чего заключил соглашение с частным Обществом Царскосельской дороги. Согласно этому соглашению, Почтовый департамент выплачивал Обществу 600 рублей в год за перевозку почты (три раза в день). При этом за «дозволение выставлять» почтовые ящики на станциях железной дороги предусматривалась особая плата.
В 1847 году, с увеличением потока писем, пересылка почтовых отправлений по Царскосельской железной дороге стала осуществляться до шести раз в день в летние месяцы и до четырёх раз осенью. В связи с этим Почтовый департамент принялся доплачивать Обществу 80 рублей серебром в год.
В 1851 году начала действовать Николаевская железная дорога, которую Почтовый департамент стал использовать для скорейшей перевозки почты между Санкт-Петербургом и Москвой. Для этой цели было разработано специальное положение, закреплённое царским указом, в котором расписывались порядок и условия перевозки по железной дороге почтовой корреспонденции, почтовых карет и бриков, тюков и других посылок. Письма и бандероли перевозились в почтовых вагонах в составе пассажирских и почтовых поездов. Почтовый груз весом до 5 пудов (почти 82 кг) отправлялся в багажном вагоне. Почтовые кареты и брики везли в товарных поездах, но при необходимости платформы с каретами цеплялись в хвосте пассажирских поездов.
Простые письма, направлявшиеся между столицами, передавались с почтамтов и городских отделений непосредственно в почтовые вагоны. К ним добавлялась корреспонденция, собранная в пути следования. Эта почта сортировалась в почтовых вагонах, на ходу поезда, и по прибытии в определённый населённый пункт, пересылалась сразу по указанным адресам. Таким образом, доставка писем стала намного быстрей: например, послания из Петербурга в Москву достигали получателей за 24 часа, тогда как ранее для этого требовалось 3,5—4 суток пути почтовыми каретами.
В 1857 году в России вступил в силу новый Почтовый устав, согласно которому железнодорожное ведомство обязывалось бесплатно переправлять почту в любом пассажирском поезде. 8 мая 1863 года вышло распоряжение Главного управления почт, в соответствии с которым даже на тех вокзалах и станциях, где не было почтового отделения, были установлены почтовые ящики для сбора корреспонденции.
С 1868 по 1874 год перевозку почты организовали на 35 российских железнодорожных линиях, включая и Сибирский железнодорожный путь. В 1869 году в связи с ростом объёмов перевозки почты было сформировано специальное Управление перевозки почт по железным дорогам. Тогда же были введены железнодорожные почтовые штемпели.
С 1863 года специальный комитет при Главном управлении путей сообщения Российской империи приступил к составлению общего Положения о перевозке почт по железной дороге. После рассмотрения этого вопроса в течение нескольких лет в министерствах внутренних дел и путей сообщения, а также на общем собрании Государственного совета, 9 января 1871 года был принят устав железнодорожной почты. В этом документе, в частности, предписывалось:
Если почтовое ведомство найдёт нужным учредить на некоторых станциях железной дороги почтовые отделения или кладовые для хранения корреспонденции, то железная дорога обязана отводить помещения бесплатно в самом здании станции…
Железная дорога обязана в каждом постоянном поезде, перевозящем пассажиров, давать бесплатно отдельные помещения в пассажирском вагоне до трёх сажень по длине онаго для перевозки почты и сопровождающих её чинов…
Расписания движения пассажирских поездов, с которыми перевозится почта, должны быть согласованы с потребностями Почтового управления…
Если потребуется отправлять почту в отдельных почтовых вагонах, то движение таких почтовых вагонов производится бесплатно, равно смазка, ремонт и содержание почтовых вагонов (кроме внутреннего устройства и меблировки) производится попечением и на счёт железной дороги…

Почтовое ведомство имеет право на почтовый ящик для каждой станции. Наблюдение за их целостью лежит на железной дороге. На станциях, где нет почтовым чинов, раздача писем производится агентами железной дороги с предоставлением им права взимать по 3 копейки с письма. Казённая корреспонденция, газеты выдаются бесплатно…
Этими же правилами вводился запрет управлению железных дорог предоставлять услуги по приёму и пересылке денег, процентных бумаг, бандеролей и посылок. В целом, почтовая администрация получила существенные привилегии в деле перевозки почт железнодорожным транспортом. Льготы по пересылке почтовых отправлений вводились на Николаевской, Варшавской, Нижегородской и Рижско-Двинской железных дорогах.
Развитие железнодорожной почты потребовало учреждения новых должностей — разъездных чиновников для сопровождения корреспонденции в почтовых вагонах и разъездных почтальонов, которые были приписаны к Управлению перевозки почт по железным дорогам. Почтовые вагоны полагались во всех пассажирских поездах, поэтому их также называли почтовыми и на каждой станции осуществлялся почтовый обмен. Почтовая корреспонденция перевозилась также скорыми и курьерскими поездами, при этом багажные вагоны этих составов были снабжены почтовыми ящиками.
Данные о росте в конце XIX века числа почтовых учреждений России на железнодорожных станциях (с выдачей простой корреспонденции) приведены в нижеследующей таблице:
| Почтовых учреждений по отдельным годам | 1883 | 1885 | 1890 | 1891 | 1892 | 1893 | 1894 | 1895 | 1896 |
| -------------------------------------- | ---- | ---- | ---- | ---- | ---- | ---- | ---- | ---- | ---- |
| при железнодорожных станциях           | 1693 | 1860 | 2410 | 2458 | 2481 | 2603 | 2695 | 2815 | 3077 |

24 июня 1900 года были утверждены правила о привлечении всех железнодорожных станций к производству почтовых операций. Согласно статистике, в 1903 году в Российской империи (включая Финляндию) насчитывалось 4408 железнодорожных почтовых учреждений, в том числе:
а) с приёмом и выдачей телеграфной и почтовой корреспонденции всякого рода — 211,
б) с приёмом и выдачей телеграфной и выдачей простой почтовой корреспонденции — 3307,
в) с выдачей простой почтовой корреспонденции — 890.
В том же году общая длина железнодорожных путей насчитывала 59 632 вёрст, или 63 615 километров, по которым почтой было пройдено 67 799 тысяч вёрст, или 72,3 млн километров.
В Москве в 1901 году стали использовать особые почтовые ящики оранжевого цвета. Опущенная в них корреспонденция в тот же день отправлялась поездом.
Однако железнодорожная почта всё ещё не могла покрыть растущих потребностей страны ввиду сравнительно слабо развитой сети железных дорог. Общая протяженность железнодорожных путей в 1913 году по-прежнему была немногим более 60 тысяч километров, пробег железнодорожного почтового транспорта — только 38 млн км, и письма в места, удалённые от железных дорог, доставлялись месяцами.

### СССР
Новое развитие железнодорожный транспорт и почтовые перевозки по железной дороге получили в советское время. Значительно увеличилась сеть железнодорожных линий, появились новые типы локомотивов — мощные электровозы и тепловозы. В результате этого доставка почтовых грузов железной дорогой стала намного быстрее. Совершенствовалось и техническое оборудование почтовых вагонов. Прижелезнодорожные почтамты и отделения перевозки почты по железным дорогам занимали особое место среди предприятий почтовой системы Советского Союза. Они организовывались в пунктах пересечения или конечных пунктах железнодорожных путей сообщения, через которые проходил большой поток почтовых перевозок, и были призваны обеспечить надёжную транспортировку почты на магистральных почтовых маршрутах, включая её сортировку перед отправкой по адресам.
По данным Министерства связи СССР, протяженность железнодорожных почтовых маршрутов в период с 1940 по 1965 год выросла с 243 тысяч до 576 тысяч километров. Пробег железнодорожного почтового транспорта с 1940 года по 1973 год увеличился со 133 до 611 млн км. В других социалистических странах железнодорожная почтовая связь также развивалась высокими темпами, например, в Польше за 1965—1970 годы пробег железнодорожного транспорта вырос на 16 %.

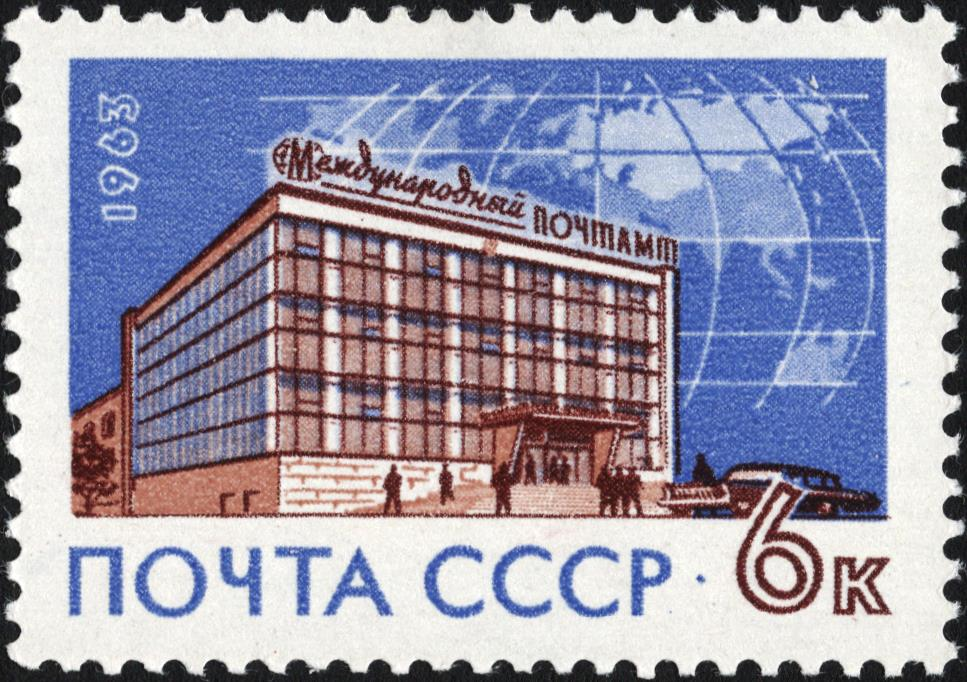
Первый Международный почтамт в Москве на марке СССР (1963)

В Советском Союзе железнодорожный транспорт применялся главным образом для перевозки тяжёлой почты — посылок, бандеролей, журналов. С 1961 года посылки на железных дорогах СССР стали регулярно перевозить в контейнерах, в том числе по маршрутам Москва — Киев, Москва — Минск, Москва — Ленинград, Москва — Рига, Вильнюс — Калининград, что способствовало сокращению времени на обмен почты в 3,5 раза. С 1962 года по многим магистралям страны пустили почтово-багажные поезда, включавшие 8—12 почтовых и 2—8 багажных вагонов и передвигавшиеся по расписанию. Первые рейсы этих поездов состоялись 5 июня 1962 года из Москвы в города Баку, Владивосток, Днепропетровск, Киев, Ташкент. Вагоны таких поездов отсоединяли на станциях назначения и цепляли в любом пункте (без частичной разгрузки в пути следования), что упрощало почтовые операции. Подобная практика так называемых прямых почтовых вагонов была закреплена в июне 1981 года ведомственным распоряжением Главного управления почтовой связи Министерства связи СССР.
В 1962 году начал работу первый в стране Международный почтамт, расположенный около Ленинградского вокзала в Москве. Каждые 50 минут сюда доставляли пачки газет и журналов и почтовые мешки, и каждые 15 минут отсюда уходила почта к поездам и самолётам, отправлявшимся в десятки стран.
К концу 1970-х годов по всем основным железнодорожным сообщениям Советского Союза курсировали 23 почтово-багажных поезда (на наиболее загруженных направлениях) и 870 прицепных почтовых вагонов. В течение 1970-х годов было введено в строй 40 новых прижелезнодорожных предприятий — почтамтов и отделений перевозки почты. В первой половине 1980-х годов расширялись контейнерные перевозки и использование прямых почтовых вагонов.

### США
В США, по некоторым сведениям, первая перевозка почты поездом (с её сортировкой в конечных пунктах и просто путём перевозки поездом в мешке вместе с другим багажом) состоялась 15 января 1831 года на Южнокаролинской железной дороге на локомотиве «Лучший друг». По другим сведениям, первый официальный договор на регулярную перевозку почты поездом был заключён с Железной дорогой «Балтимор и Огайо» то ли в 1834, то ли в 1835 году. С этой же дорогой Управление почт США заключило первый официальный договор о почтовой перевозке 1 января 1838 года. Конгресс США официально объявил все железные дороги официальными почтовыми маршрутами 7 июля 1838 года. Аналогичная почтовая связь была введена на железных дорогах Канады в 1859 году.
В 1869 году была учреждена Железнодорожная почтовая служба США, во главе с Джорджем Армстронгом (George B. Armstrong), для перевозки и сортировки почты в поездах. Армстронг получил повышение, до этого занимая руководящую должность в почтовом отделении в Чикаго (штат Иллинойс), после его экспериментов с перестроенным почтовым вагоном по маршруту Чикаго — Клинтон (Айова) в 1864 году.
Из ранних частных дорог, по которым осуществлялась доставка почты, можно упомянуть Железную дорогу Каулуи (Kahului Railroad Co.) на острове Мауи в Королевстве Гавайи, которую начали строить в 1874 году. Узкоколейная линия длиной 12 миль (почти 20 км) пересекала остров от гавани Каулуи до плантации сахарного тростника и сахарного завода в Спреклсвилле. Почта по этой дороге перевозилась по мере надобности и бесплатно, однако в 1894 году для почтовых нужд были изданы специальные железнодорожные марки.
Железнодорожная почтовая служба в составе Почтового департамента США просуществовала с 1869 по 30 сентября 1948 года, и в её распоряжении были не только почтовые вагоны, но и почтовые лодки и трамваи. 1 октября 1948 года она была переименована в Почтово-транспортную службу и функционировала до 1960 года. После 1960 года руководство железнодорожными почтовыми маршрутами, а также автодорожные и авиапочтовые отделения, железнодорожные почтамты и отделения перевозок были переданы Транспортному бюро.
Согласно информации Почтовой службы США, к 1930 году в стране курсировало более 10 тысяч поездов, перевозивших почту. После прекращения в 1977 году обслуживания почтовых вагонов некоторая часть почты в США ещё может перевозиться по железной дороге, но она не сортируется и не штемпелюется в пути.
По состоянию на 2012 год, только одна железная дорога США осуществляет регулярные почтовые перевозки и имеет свой собственный штамп гашения. Этой дорогой является Железная дорога парка Вашингтон и зоопарка — узкоколейная парковая рекреационная железная дорога длиной менее пяти километров. Почтовые ящики железной дороги расположены на двух станциях, а также на локомотиве поезда.

## Подземная железнодорожная почта
В Лондоне в 1927—2003 годах действовала единственная в мире подземная почтовая железная дорога. Она имела восемь станций, которые были связаны с основными сборными пунктами британской почтовой службы. Приведение поездов в движение и управление ими осуществлялось автоматически.

## Коллекционирование. Выставки
К основным коллекционным материалам железнодорожной почты относят почтовые отправления, помеченные штемпелями, которые свидетельствуют об их обработке в почтовых вагонах или в привокзальных почтовых отделениях. Подобные штемпели можно собирать как на почтовых марках, так и на конвертах. В ряде стран выпускаются особые железнодорожные марки. Объектами тематической железнодорожной филателии являются почтовые марки и специальные почтовые штемпели железнодорожной тематики.
Собиратели артефактов железнодорожной почты объединяются в специализированные общества. Таковым, например, является созданное в Германии Федеральное рабочее товарищество по железнодорожной почте при Союзе немецких филателистов (нем. Bundesarbeitsgemeinschaft Bahnpost e.V. im Bund Deutscher Philatelisten e.V.). В товариществе состоит около 300 членов, включая представителей других стран; издаются журнал «Berichte Bahnpost» («Доклады железнодорожной почты»), каталоги и другая литература. По инициативе товарищества с 1997 года развивается Музей железнодорожной почты.
Организуются также выставки, отражающие историю и современность железнодорожной почты. К примеру, в 1975 году в Британском почтовом музее Лондона состоялась выставка «Железная дорога — почте», которая рассказывала о развитии железнодорожной почты в Великобритании. Одновременно английское почтовое ведомство выпустило серию марок, посвящённых железнодорожному транспорту. Один из разделов выставки включал два письма, которые пережили катастрофу почтового поезда на мосту через реку Тей в Шотландии более 100 лет назад, в 1879 году. Мост был разрушен речной стихией, что стало причиной катастрофы поезда и гибели 78 человек — всего персонала поезда.